# AFC Cup 2014
De AFC Cup 2014 was de 10e editie van dit voetbalbekertoernooi voor clubteams dat door de Asian Football Confederation (AFC) wordt georganiseerd.
De titelhouder is Al-Kuwait. Al-Qadsia uit Koeweit won het toernooi door in de finale het Irakese Arbil SC na penalty's te verslaan.

## Kalender
Het programma van de competitie is als volgt.
| Fase          | Ronde        | Loting           | 1e wedstrijd        | 2e wedstrijd        |
| ------------- | ------------ | ---------------- | ------------------- | ------------------- |
| Kwalificatie  | Finale       | N/A              | 2 februari 2014     | 2 februari 2014     |
| Groepsfase    | Speeldag 1   | 10 december 2013 | 25-26 februari 2014 | 25-26 februari 2014 |
| Groepsfase    | Speeldag 2   | 10 december 2013 | 11-12 maart 2014    | 11-12 maart 2014    |
| Groepsfase    | Speeldag 3   | 10 december 2013 | 18-19 maart 2014    | 18-19 maart 2014    |
| Groepsfase    | Speeldag 4   | 10 december 2013 | 1-2 april 2014      | 1-2 april 2014      |
| Groepsfase    | Speeldag 5   | 10 december 2013 | 8-9 april 2014      | 8-9 april 2014      |
| Groepsfase    | Speeldag 6   | 10 december 2013 | 22-23 april 2014    | 22-23 april 2014    |
| Knock-outfase | Laatste 16   | 10 december 2013 | 13-14 mei 2014      | 13-14 mei 2014      |
| Knock-outfase | Kwartfinale  | 28 mei 2014      | 19 augustus 2014    | 26 augustus 2014    |
| Knock-outfase | Halve finale | 28 mei 2014      | 16 september 2014   | 30 september 2014   |
| Knock-outfase | Finale       | 28 mei 2014      | 18 oktober 2014     | 18 oktober 2014     |

## Toewijzing aantal clubs per land
De AFC maakt op 26 november 2013 bekend hoeveel teams elk land mag afvaardigen tijdens dit seizoen van de AFC Cup.
| Legenda | Legenda                     |
| ------- | --------------------------- |
|         | In top 23 , 2 deelnemers    |
|         | plaats 24-34 , 2 deelnemers |
|         | plaats 24–34, 1 deelnemer   |

| Rank  | Land         | Aantal plaatsen | Aantal plaatsen |
| Rank  | Land         | Groepsfase      | Play-off        |
| ----- | ------------ | --------------- | --------------- |
| 10    | Jordanië     | 2               | 0               |
| 11    | Koeweit      | 2               | 0               |
| 13    | Irak         | 2               | 0               |
| 14    | Syrië        | 2               | 0               |
| 15    | Oman         | 2               | 0               |
| 16    | Bahrein      | 2               | 0               |
| 18    | Libanon      | 2               | 0               |
| 26    | Tadzjikistan | 0               | 1               |
| 31    | Palestina    | 0               | 1               |
| 32    | Kirgizië     | 0               | 1               |
| 33    | Jemen        | 0               | 1               |
| Total | Total        | 14              | 4               |

| Rank  | Land      | Aantal plaatsen | Aantal plaatsen |
| Rank  | Land      | Groepsfase      | Play-off        |
| ----- | --------- | --------------- | --------------- |
| 17    | Vietnam   | 2               | 0               |
| 19    | Hongkong  | 2               | 0               |
| 20    | Indonesië | 2               | 0               |
| 21    | Singapore | 2               | 0               |
| 22    | Maleisië  | 2               | 0               |
| 23    | India     | 2               | 0               |
| 25    | Malediven | 2               | 0               |
| 27    | Myanmar   | 2               | 0               |
| Total | Total     | 16              | 0               |

## Kwalificatie play-off
| Team 1              | Res.         | Team 2          |
| West-Azië           | West-Azië    | West-Azië       |
| ------------------- | ------------ | --------------- |
| Ravshan Kulob       | 2-1          | Yarmuk Al Rawda |
| Shabab Al-Dhahiriya | 1-1 (7-8 np) | Alay Osh        |

## Groepsfase
De loting voor de groepsfase vond plaats op 5 december 2013 in Kuala Lumpur.

### Groep A
| Team          | Pts | AW | G | G | V | DV | DT | DS  |
| ------------- | --- | -- | - | - | - | -- | -- | --- |
| Safa          | 16  | 6  | 5 | 1 | 0 | 13 | 1  | +12 |
| That Ras      | 11  | 6  | 3 | 2 | 1 | 9  | 4  | +5  |
| Al-Suwaiq     | 7   | 6  | 2 | 1 | 3 | 8  | 4  | +4  |
| Ravshan Kulob | 0   | 6  | 0 | 0 | 6 | 5  | 26 | -21 |

### Groep B
| Team      | Pts | AW | G | G | V | DV | DT | DS |
| --------- | --- | -- | - | - | - | -- | -- | -- |
| Al Kuwait | 13  | 6  | 4 | 1 | 1 | 12 | 4  | +8 |
| Nejmeh    | 9   | 6  | 2 | 3 | 1 | 4  | 3  | +1 |
| Fanja     | 6   | 6  | 1 | 3 | 2 | 2  | -6 | 4  |
| Al-Jaish  | 3   | 6  | 0 | 3 | 3 | 0  | 5  | -5 |

### Groep C
| Team        | Pts | AW | G | G | V | DV | DT | DS |
| ----------- | --- | -- | - | - | - | -- | -- | -- |
| Al-Qadisiya | 11  | 6  | 3 | 2 | 1 | 11 | 5  | +6 |
| Hidd        | 11  | 6  | 3 | 2 | 1 | 10 | 6  | +4 |
| Al-Shorta   | 7   | 6  | 1 | 4 | 1 | 3  | 4  | -1 |
| Al-Wahda    | 2   | 6  | 0 | 2 | 4 | 5  | 14 | -9 |

### Groep D
| Team            | Pts | AW | G | G | V | DV | DT | DS  |
| --------------- | --- | -- | - | - | - | -- | -- | --- |
| Arbil           | 15  | 6  | 5 | 0 | 1 | 19 | 5  | +14 |
| Al-Riffa        | 10  | 6  | 3 | 1 | 2 | 7  | 7  | 0   |
| Shabab Al-Ordon | 9   | 6  | 3 | 0 | 3 | 9  | 10 | -1  |
| Alay Osh        | 1   | 6  | 0 | 1 | 5 | 1  | 14 | -13 |

### Groep E
| Team               | Pts | AW | G | G | V | DV | DT | DS  |
| ------------------ | --- | -- | - | - | - | -- | -- | --- |
| Persipura          | 11  | 6  | 3 | 2 | 1 | 9  | 4  | +5  |
| Churchill Brothers | 10  | 6  | 3 | 1 | 2 | 10 | 7  | +3  |
| Home United        | 10  | 6  | 3 | 1 | 2 | 8  | 6  | +2  |
| New Radiant        | 3   | 6  | 1 | 0 | 5 | 2  | 12 | -10 |

### Groep F
| Team       | Pts | AW | G | G | V | DV | DT | DS  |
| ---------- | --- | -- | - | - | - | -- | -- | --- |
| Hà Nội T&T | 15  | 6  | 5 | 0 | 1 | 14 | 7  | +7  |
| Arema      | 10  | 6  | 3 | 1 | 2 | 10 | 9  | +1  |
| Selangor   | 8   | 6  | 2 | 2 | 2 | 9  | 6  | +3  |
| Maziya     | 1   | 6  | 0 | 1 | 5 | 7  | 18 | -11 |

### Groep G
| Team             | Pts | AW | G | G | V | DV | DT | DS  |
| ---------------- | --- | -- | - | - | - | -- | -- | --- |
| Vissai Ninh Bình | 16  | 6  | 5 | 1 | 0 | 18 | 7  | +11 |
| Yangon United    | 9   | 6  | 3 | 0 | 3 | 16 | 17 | -1  |
| South China      | 7   | 6  | 2 | 1 | 3 | 11 | 11 | 0   |
| Kelantan         | 3   | 6  | 1 | 0 | 5 | 9  | 19 | -10 |

### Groep H
| Team            | Pts | AW | G | G | V | DV | DT | DS  |
| --------------- | --- | -- | - | - | - | -- | -- | --- |
| Kitchee         | 13  | 6  | 4 | 1 | 1 | 15 | 5  | +10 |
| Nay Pyi Taw     | 8   | 6  | 2 | 2 | 2 | 10 | 10 | 0   |
| Pune            | 6   | 6  | 1 | 3 | 2 | 12 | 15 | -3  |
| Tampines Rovers | 6   | 6  | 2 | 0 | 4 | 9  | 16 | -7  |

## Knock-outfase

### Achtste finale
De groepswinnaars kregen het thuisrecht toebedeeld. De wedstrijden werden op 13 en 14 mei 2014 gespeeld.
| Team 1             | Res.               | Team 2             |
| West-Azië Zone     | West-Azië Zone     | West-Azië Zone     |
| ------------------ | ------------------ | ------------------ |
| Safa               | 0 - 1              | Al-Hidd            |
| Al-Qadsia          | 4 - 0              | That Ras           |
| Al-Kuwait          | 3 - 0              | Bahrain Riffa Club |
| Arbil              | 0 - 0 (pen. 0 - 3) | Nejmeh             |
| Oost-Azië Zone     |                    |                    |
| Persipura Jayapura | 9 - 2              | Yangon United      |
| Vissai Ninh Bình   | 4 - 2              | Churchill Brothers |
| Hà Nội T&T         | 5 - 0              | Nay Pyi Taw        |
| Kitchee            | 2 - 0              | Arema Cronus       |

### Kwartfinale
| Team 1           | Tot.      | Team 2             | 1e wedstr. | 2e wedstr. |
| ---------------- | --------- | ------------------ | ---------- | ---------- |
| Hà Nội T&T       | 0 - 3     | Arbil              | 0 - 1      | 0 - 2      |
| Vissai Ninh Bình | 3 - 4     | Kitchee            | 2 - 4      | 1 - 0      |
| Al-Qadsia        | 3 - 3 (u) | Al-Hidd            | 1 - 1      | 2 - 2      |
| Al-Kuwait        | 4 - 8     | Persipura Jayapura | 3 - 2      | 1 - 6      |

### Halve finale
| Team 1    | Tot.   | Team 2             | 1e wedstr. | 2e wedstr. |
| --------- | ------ | ------------------ | ---------- | ---------- |
| Arbil     | 3 - 2  | Kitchee            | 1 - 1      | 2 - 1      |
| Al-Qadsia | 10 - 2 | Persipura Jayapura | 4 - 2      | 6 - 0      |

### Finale
|       | Uitslag            |           |
| ----- | ------------------ | --------- |
| Arbil | 0 - 0 (pen. 2 - 4) | Al-Qadsia |